# Pseudoplanoglobulina
Pseudoplanoglobulina es un género de foraminífero planctónico de la subfamilia Heterohelicinae, de la familia Heterohelicidae, de la superfamilia Heterohelicoidea, del suborden Globigerinina y del orden Globigerinida. Su especie tipo es Pseudoplanoglobulina nakhitschevanica. Su rango cronoestratigráfico abarca desde el Turoniense hasta el Campaniense (Cretácico superior).

## Descripción
Pseudoplanoglobulina incluía especies con conchas subtriangulares, inicialmente biseriadas y finalmente multiseriadas irregulares, con proliferación de cámaras sobre un plano pero solo una o como mucho dos filas con tres cámaras por fila; sus cámaras eran globulares a subglobulares; sus suturas intercamerales eran incididas; su contorno ecuatorial era subtriangular y lobulada; su periferia era redondeada; presentaban dos aberturas principales a ambos lados de cada cámara en el estadio multiseriado, todas ellas interiomarginales, laterales, y con forma de arco pequeño; presentaban pared calcítica hialina, finamente perforada, y superficie estriada o finamente costulada, con estrías o costillas irregulares.

## Discusión
El género Pseudoplanoglobulina no ha tenido mucha difusión entre los especialistas. Pseudoplanoglobulina ha sido considerado un sinónimo subjetivo posterior de Heterohelix. Clasificaciones posteriores hubiesen incluido Pseudoplanoglobulina en el Orden Heterohelicida.

## Paleoecología
Pseudoplanoglobulina incluía especies con un modo de vida planctónico, de distribución latitudinal tropical-subtropical, y probablemente habitantes pelágicos de aguas intermedias (medio mesopelágico superior).

## Clasificación
Pseudoplanoglobulina incluye a la siguiente especie:
- Pseudoplanoglobulina nakhitschevanica †

Otra especie considerada en Pseudoplanoglobulina es:
- Pseudoplanoglobulina austiniana †